# Martellidendron masoalense
Martellidendron masoalense är en enhjärtbladig växtart som först beskrevs av Laivao och Martin Wilhelm Callmander, och fick sitt nu gällande namn av Martin Wilhelm Callmander och Chassot. Martellidendron masoalense ingår i släktet Martellidendron och familjen Pandanaceae. Inga underarter finns listade.